# Hernando Avilés
Herminio Avilés Negrón, conocido artísticamente como Hernando Avilés (San Juan, 1 de febrero de 1914 - Ciudad de México, 26 de julio de 1986), fue un músico, cantante y compositor puertorriqueño.
Al principio de su carrera, formó parte de los tríos Los Antillanos (1932-34), Los Gauchos (1934-37) y Las Tres Guitarras (1940-1941). En los años 1941-42 formó un dueto, llamado Dueto Azteca, con el cantante mexicano Sotero San Miguel. Entre 1942 y 1944 cantó como solista para varias orquestas. 
Su fama principal se debe a ser, junto con Alfredo Gil y Chucho Navarro, uno de los miembros fundadores de Los Panchos, donde fue primera voz (1944-51, volviendo brevemente a unirse al trío en el periodo 1957-58). Su característico contratenor hizo muy distintivo el sonido del trío y de esa época provienen algunas de sus mejores grabaciones. Al dejar por primera vez Los Panchos, conformó el Cuarteto Avilés (1952-57). Más tarde fue primera voz de otro famoso trío, Los Tres Reyes (1958-1966). Se retiró en 1966 para dedicarse a sus negocios.